# Amina bint Abdul Halim bin Salem Nasser
Amina bint Abdul Halim bin Salem Nasser (morta el 12 de desembre de 2011) és una dona saudita decapitada per bruixeria. La bruixeria, com insultar l'islam o l'homosexualitat, és punible amb la mort a l'Aràbia Saudita.
Amina bint Abdul Halim bin Salem Nasser va ser arrestada l'any 2009 per la policia política. Acusada d'enganyar a la gent fent-se passar per una curandera, va ser declarada culpable de practicar bruixeria per un tribunal. Els crims que suposadament va cometre mai no es van fer públics, i el tribunal simplement va decidir que representava una amenaça per a l'islam. La seva convicció va ser confirmada per les màximes autoritats del país. L'execució va tenir lloc a la província del nord d'Al Jawf el 12 de desembre de 2011. L'Amina tenia 60 ans, va ser la segona persona executada per bruixeria a l'Aràbia Saudita l'any 2011.